# ایقالویت
ایقالویت یا ایکالویت (به زبان اینوکتیتوت: ᐃᖃᓗᐃᑦ)(به انگلیسی: Iqaluit) بزرگ‌ترین شهر و پایتخت قلمرو نوناووت کانادا است که در منطقه کیکیکتالوک واقع شده است.
ایقالویت ۵۲٫۵۰ کیلومترمربع مساحت و ۶٬۶۹۹ نفر جمعیت دارد.
ایقالویت پایتخت نوناووت، یکی از قلمروهای کانادا، و بزرگ‌ترین اجتماع این قلمرو است. این شهر تنها شهر نوناووت و شمالی‌ترین پایتخت در کانادا به‌شمار می‌رود. نام پیشین این شهر «خلیج فروبیشِر» بود که از نام خلیج فروبیشر گرفته شده بود؛ این نام بین سال‌های ۱۹۴۲ تا ۱۹۸۷ استفاده می‌شد. در سال ۱۹۸۷، نام بومی «ایقالویت» برای این مکان بازگردانده شد. 
این شهر تنها از طریق هواپیما یا در فصل‌های محدود سال از راه دریا قابل دسترسی است. ایقالویت در جزیره بافین قرار دارد و تحت تأثیر جریان لابرادور، دارای اقلیم قطبی است، هرچند که از نظر جغرافیایی پایین‌تر از دایره قطب شمال واقع شده است.
بر اساس سرشماری سال ۲۰۲۱، جمعیت این شهر ۷٬۴۲۹ نفر بوده است که نسبت به سرشماری سال ۲۰۱۶، کاهشی معادل ۴٪ داشته است. ایقالویت کم‌جمعیت‌ترین پایتخت استانی یا قلمرویی در کانادا محسوب می‌شود. ساکنان این شهر «ایکالومیوت» (و به‌صورت مفرد: ایکالومیوق) نامیده می‌شوند.
ایقالویت شهری کوچک با معماری خاص مناطق شمالی است. خانه‌ها و ساختمان‌ها معمولاً برای مقاومت در برابر سرما طراحی شده‌اند. برخی جاذبه‌های شهر عبارت‌اند از مرکز فرهنگی نوناووت آرکتیک کالج، موزه نوناووت، و کلیساهای محلی.
شهر چشمه خواهرخواندهٔ ایقالویت هست.

## تاریخچه
ایقالویت به عنوان یک مکان سنتی برای ماهیگیری بوده است که از طرف اینویت و گذشتگان آنان، همچون اسکیموهای دیرین (فرهنگ دورست) و توله برای هزاران سال مورد استفاده قرار گرفته شده. نام «ایقالویت» از اینوکتیتوت «ایقالویت» می‌آید که به منای آن به عنوان «مکانِ ماهی‌های بسیار» می‌باشد.
پس از جدا شدن قلمروهای شمال غربی و تشکیل نوناووت در سال ۱۹۹۹، ایقالویت به‌عنوان پایتخت این قلمرو انتخاب شد. پیش از این تاریخ، ایقالویت شهری کوچک و ناشناخته در خارج از منطقه قطب شمال بود. رشد جمعیت و توسعه اقتصادی شهر به دلیل موقعیت جغرافیایی دورافتاده و عدم دسترسی از طریق جاده یا راه‌آهن محدود بوده است.

## جغرافیا
ایقالویت در بخش جنوب شرقی جزیره بافین و در کرانهٔ شمالی خلیج فروبیشِر واقع شده است. این منطقه بخشی از کوه‌های اورت است. شهر در منطقه‌ای بی‌درخت و دارای چشم‌انداز توندرا قرار دارد. ایقالویت به‌طور تقریبی ۳۰۰ کیلومتر در جنوب دایره قطب شمال جای دارد.
ایقالویت دارای اقلیم قطبی است که با زمستان‌های بسیار سرد و تابستان‌های کوتاه و خنک شناخته می‌شود. برف ممکن است در هر ماهی از سال رخ دهد. گرچه از نظر جغرافیایی در جنوب دایره قطب شمال قرار دارد، اما جریان‌های سرد آبی چون جریان لابرادور در نزدیکی جزیره بافین بر آب و هوای آن تأثیر می‌گذارند.
بالاترین درجه حرارت ثبت شده تا به حال در ایقالویت در ۲۱ ژوئیه ۲۰۰۸ معادل ۲۶/۷ درجه سانتی گراد (۸۰ درجه فارنهایت) بوده و پایین‌ترین درجه حرارت که تا کنون ثبت شده منهای ۴۵/۶ درجه سانتی گراد (-۵۰ درجه فارنهایت) در ۱۰ فوریه سال ۱۹۶۷ بوده است.

## مردم

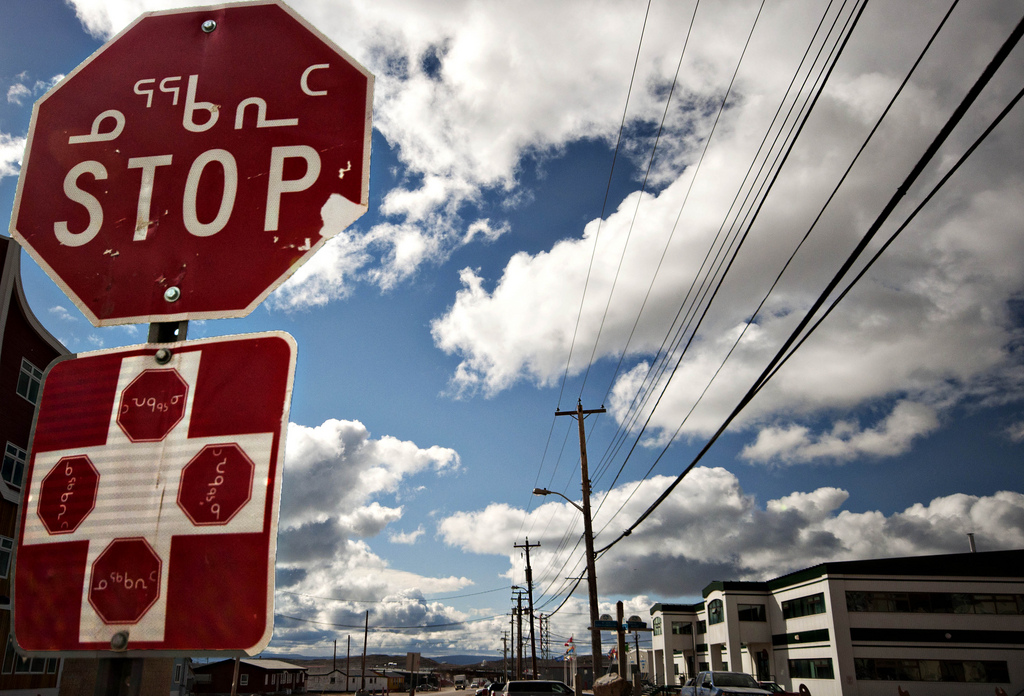
تابلوی «ایست» دوزبانه انگلیسی و اینوکتیتوت

در سرشماری سال ۲۰۲۱، جمعیت ایکالویت برابر ۷٬۴۲۹ نفر بود. بیشتر ساکنان این شهر از مردم اینویت هستند، اما جمعیت‌های کوچکی از دیگر گروه‌های قومی نیز حضور دارند.
حدود ۶۳٪ جمعیت شهر را مردم اینویت تشکیل می‌دهند. بقیه جمعیت عمدتاً از مهاجران یا کارکنان دولتی غیر بومی هستند.
زبان‌های اصلی مورد استفاده در ایکالویت شامل اینوکتیتوت (همین‌طور با نام  منسوخ شدهٔ «اسکیمویی» شناخته می‌شود)، انگلیسی و تا حدی فرانسوی هستند. بسیاری از ساکنان، به‌ویژه جوانان، دو یا چندزبانه هستند.
در آمار سرشماری سال ۲۰۲۱ میلادی، ۴۵٫۴٪ از مردم ایقالویت زبان مادری خویش را انگلیسی و ۴۵٫۴٪ زبان مادری خویش را اینکوتیتوت اعلام کردند. اما در کل، ۹۷٫۲٪ از مردم این شهر اعلام کردند که به زبان انگلیسی تسلط دارند، اما این عدد برای اینوکتیتوت ۵۳٫۱٪ بوده. معنای این آمار این است که تعداد بسیار زیادی از خانوارهای بومی اینویت به زبان مادری خویش حرف زده و این زبان را حفظ کرده‌اند. علاوه بر این، تقریبا تمامی خانوارهای اینویت به زبان انگلیسی به عنوان زبان دوم آشنایی دارند. جمعیت غیر بومی این شهر (و بخش کوچکی از جمعیت بومی آن) به زبان اینوکتیتوت آشنایی ندارند، و مطلقا به انگیسی صحبت می‌کنند. در نتیجه زبان ارتباط بین‌قومی در این شهر، انگلسی می‌باشد.
اکثر ساکنان مسیحی هستند و کلیساهای آنگلیکان و کاتولیک در شهر فعال‌اند. ادیان دیگر در اقلیت قرار دارند.

## آموزش و پرورش
ایقالویت دارای چندین مدرسه ابتدایی و دبیرستان تحت اداره اداره آموزش نوناووت است. آموزش در هر دو زبان اینوکتیتوت و انگلیسی ارائه می‌شود. مدارس موجود شامل «مدرسه نوناسیواک» (برای سطوح راهنمایی و دبیرستان)، «مدرسه جو هانسن» و چند مدرسه ابتدایی دیگر هستند. نوناووت آرکتیک کالج، که یک مؤسسه آموزش عالی است، در این شهر قرار دارد و برنامه‌های تحصیلی در زمینه‌های گوناگون ارائه می‌دهد، از جمله آموزش معلمان، پرستاری، و مدیریت منابع طبیعی.

## خدمات درمانی
مرکز درمانی اصلی شهر، بیمارستان قلعه سلامت کِیِیی است که خدمات پزشکی اولیه، مراقبت‌های اورژانسی، و برخی تخصص‌ها را ارائه می‌دهد. برای درمان‌های پیشرفته‌تر، بیماران معمولاً به بیمارستان‌هایی در اتاوا یا دیگر شهرهای جنوبی کانادا اعزام می‌شوند.

## زیرساخت‌ها
ایقالویت از طریق فرودگاه ایقالویت به دیگر نقاط کانادا متصل است. این فرودگاه خدمات منظم به شهرهایی چون اتاوا، مونترآل، رنکین اینلت و سایر نقاط نوناووت ارائه می‌دهد. شهر هیچگونه اتصال جاده‌ای یا ریلی به دیگر مناطق ندارد. ارسال کالاها در تابستان از راه دریا، و در طول سال عمدتاً از راه هوا انجام می‌شود. شبکه حمل‌ونقل عمومی رسمی وجود ندارد، اما تاکسی‌ها و وسایل نقلیه شخصی رایج‌اند.

## رسانه
ایستگاه‌های رادیویی محلی به دو زبان اینوکتیتوت و انگلیسی برنامه پخش می‌کنند. خدمات تلویزیونی و اینترنتی نیز از طریق شرکت‌های ملی و منطقه‌ای ارائه می‌شود. روزنامه‌ها و خبرگزاری‌های محلی، از جمله «نوناووت نیوز» و «نورتِرن نیوز سرویس»، اطلاعات محلی و منطقه‌ای را پوشش می‌دهند.

## فرهنگ
ایقالویت مرکز فرهنگی نوناووت است و جشنواره‌ها، گردهمایی‌های سنتی، و نمایشگاه‌های هنری در آن برگزار می‌شود. مردم اینویت نقش مهمی در حفظ و ترویج زبان، هنر و آداب‌ورسوم سنتی دارند. صنایع دستی چون حکاکی روی سنگ، دوخت لباس‌های سنتی و ساخت ابزارهای بومی از جمله جلوه‌های فرهنگی مهم شهر هستند.

## افراد سرشناس
پل اوکالیک – نخستین وزیر ارشد نوناووت
پترینا کایاک-بازیل – سیاستمدار و هنرمند
لوری ایدلوات – فیلم‌ساز و نویسنده بومی